# 王歐陽 (香港)

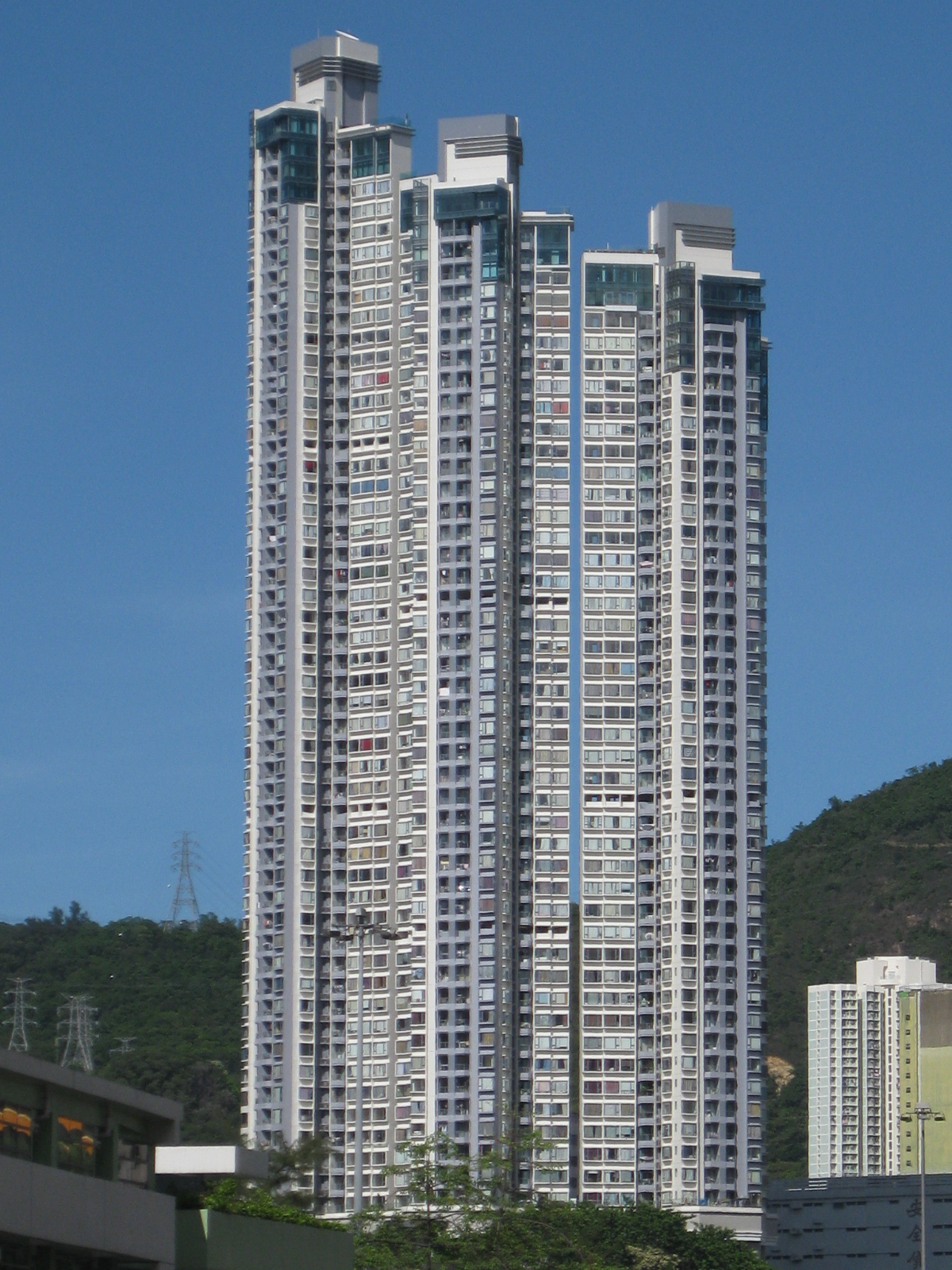
縉庭山

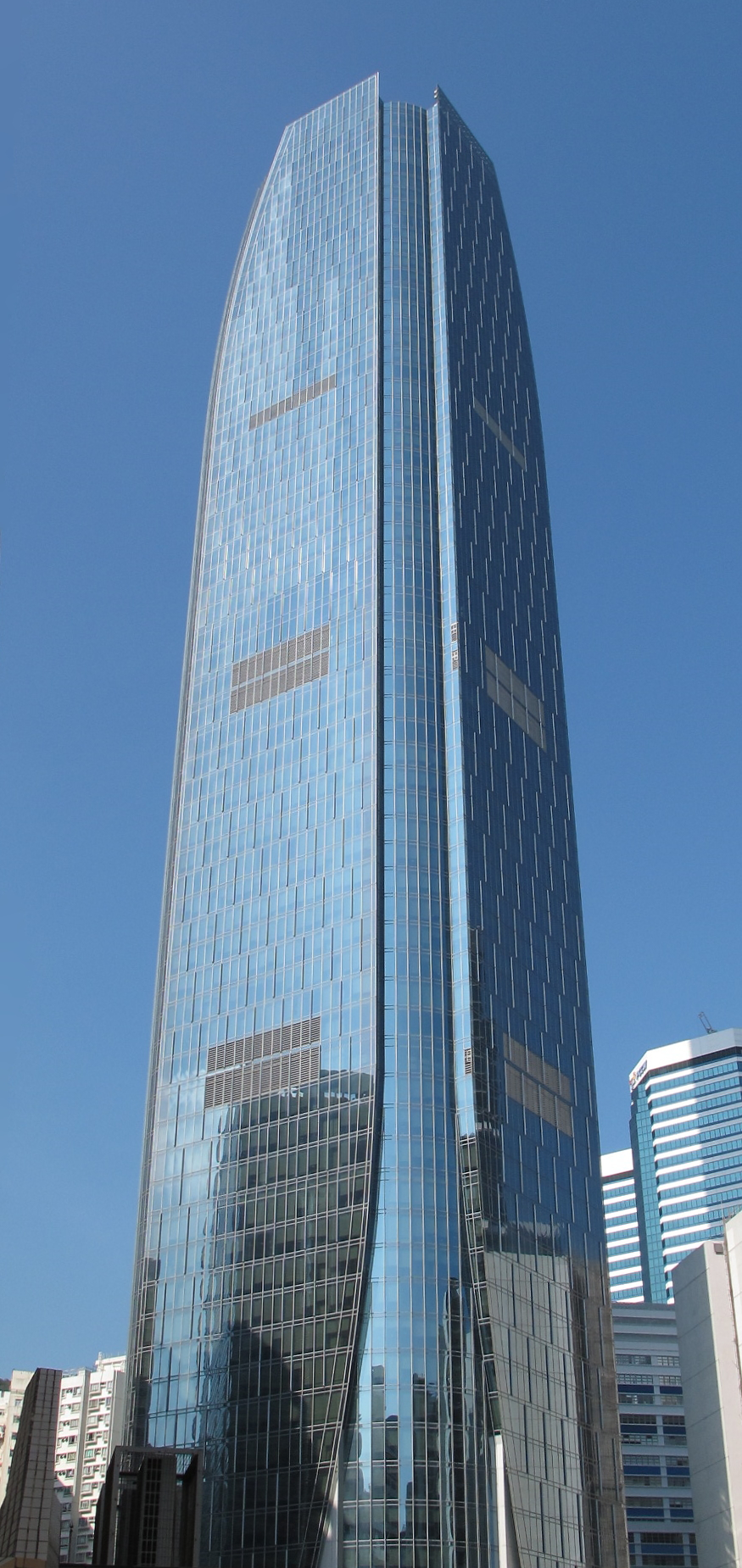
港島東中心

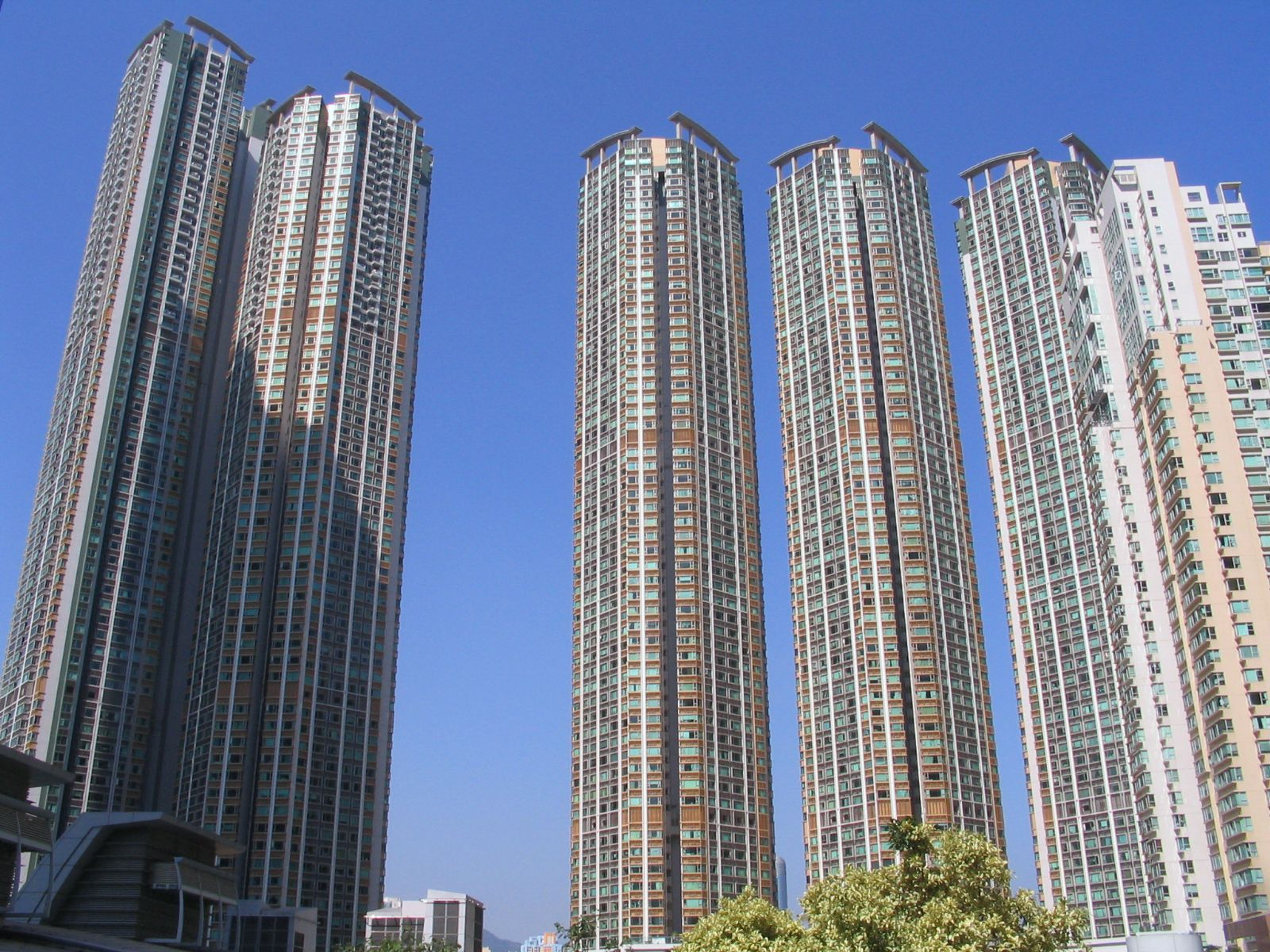
擎天半島

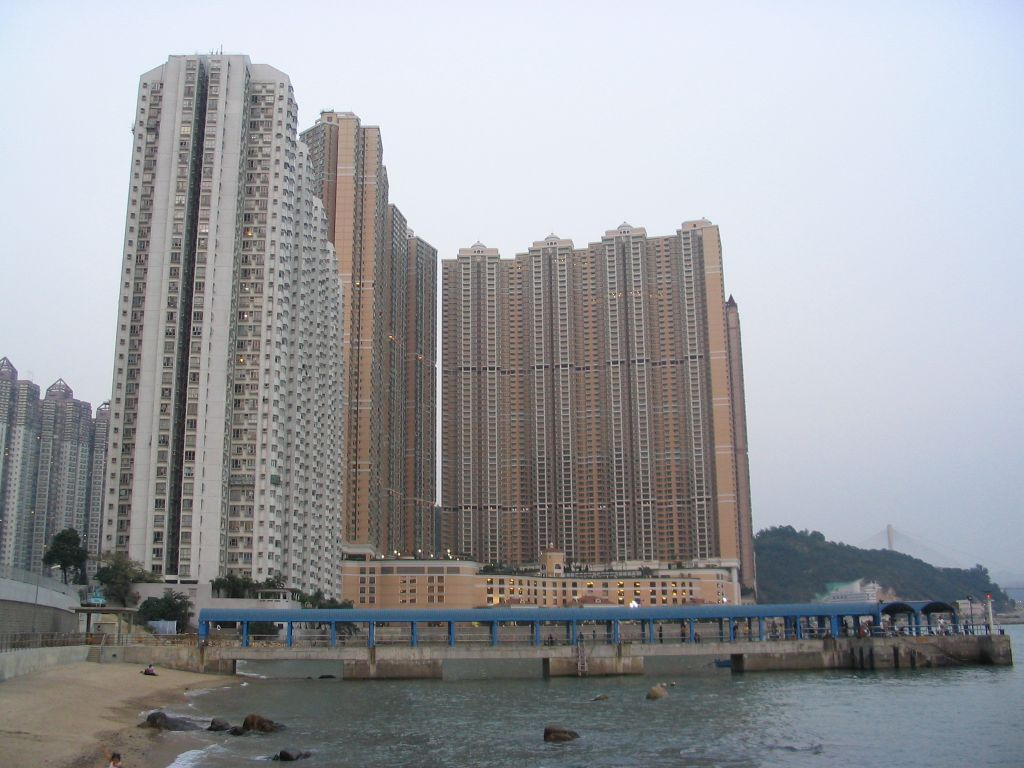
碧堤半島

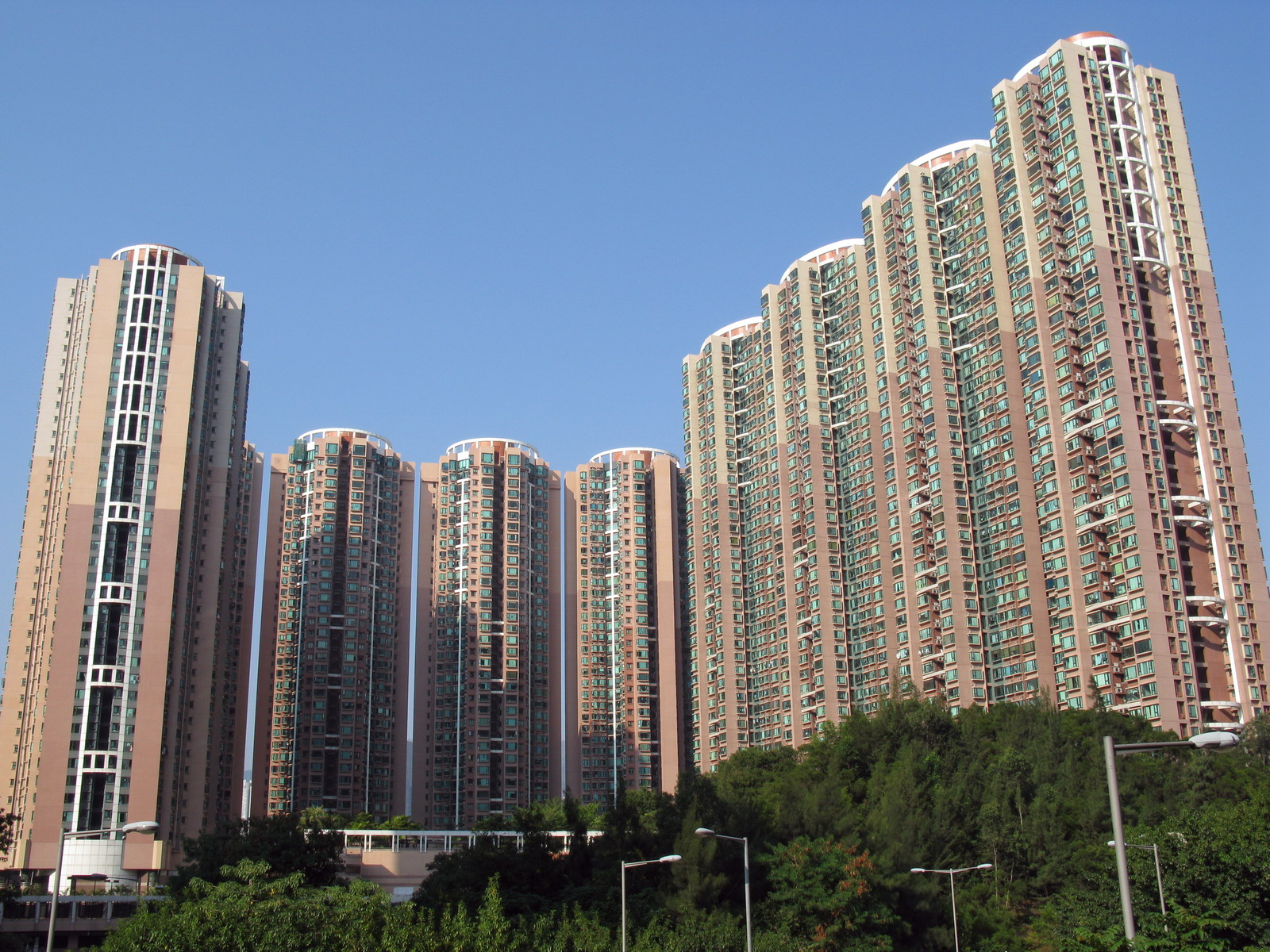
灝景灣

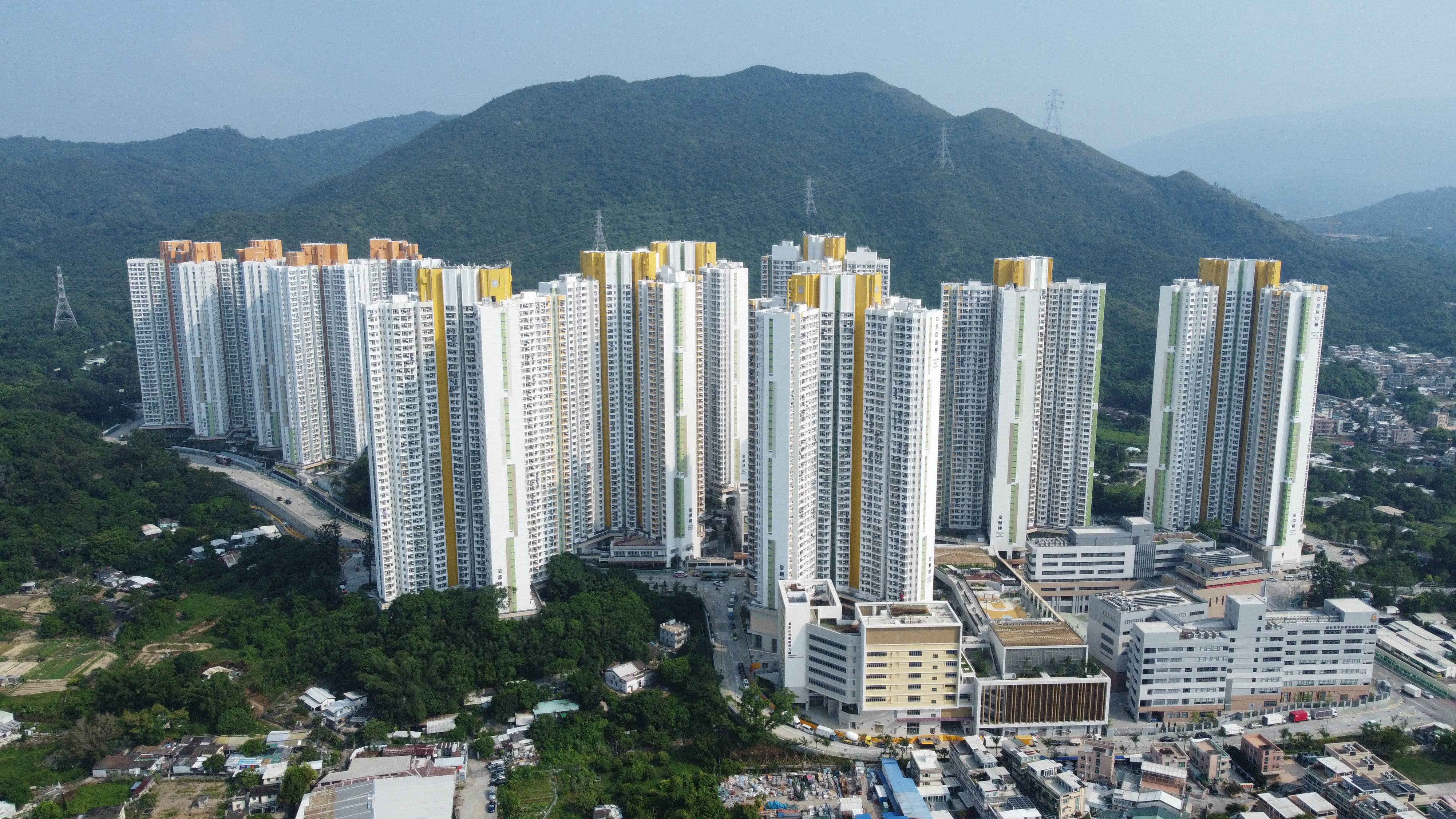
皇后山邨及山麗苑

王歐陽（香港）有限公司（英語：Wong and Ouyang），是香港一间建築師事務所集團，前身為王伍建筑工程师事务所（Wong, Ng and Associates），成立於1957年，由已故香港建筑师学会会长王泽生以及伍振民創辦。
歐陽昭（任職建築師及結構工程師；2010年去世）在1964年加入，事務所易名為王伍歐陽。1972年伍振民退出，與劉榮廣等人成立伍振民建築師事務所，王伍歐陽亦正名為王歐陽。
王歐陽集團現有250位建築界的從業員。香港地址位於太古坊多盛大廈27樓，於上海及廣州亦設有辦事處。王歐陽集團的客戶眾多，包括太古地產、長江實業、華潤集團、恆基兆業、香港賽馬會、上海商業銀行等。

## 部份作品
- 王澤生自邸
- 愉富大廈
- 喇沙書院新校舍（1979年開始重建新校舍，1982年2月19日新校舍落成啟用）
- 會德豐大廈
- 朗豪坊
- 環球貿易廣場
- 港島東中心
- 遠東金融中心
- 貝沙灣第五期
- 九龍酒店
- 和記大廈（於2019年拆卸）
- 香港恒生大學（所有建築物，包括擴建部分）
- 博愛醫院
- 縉庭山
- 逸樺園
- 擎天半島
- 油美苑
- 碧堤半島
- 順利紀律部隊宿舍
- 星域軒
- 灝景灣
- 愉景新城
- 香港黃金海岸
- 黃埔花園
- 碧湖花園
- 城市花園
- 沙田第一城
- 銀禧花園
- 麗城花園第二期
- 愛都大廈
- 乙明邨
- 華員邨
- 賽西湖大廈
- 南豐新邨
- 廣田邨
- 雅景臺
- The Austin
- 觀月·樺峯
- 海翩滙
- 全·城滙
- 利園三期
- 銅鑼灣站南大堂
- 皇后山邨及山麗苑
- 和田邨
- 天盛苑H至O座
- 香港中文大學醫院（由承建商中國建築國際再行外判）
- 永康街83號
- 亞洲企業中心
- 海德園
- 魷魚灣未命名居屋
- 東涌133區未命名公、居屋

## 外部連結
- 公司官方網站 （页面存档备份，存于）（英文）
- 觀塘重建王歐陽公司中選 （页面存档备份，存于）